# 통영시 향토역사관
통영시 향토역사관(統營市 鄕土歷史館)은 경상남도 통영시 태평동에 있는 공립박물관이다. 1997년에 개관하였으나 2015년 4월 1일에 폐관되었다.